# Eberhard von Einsiedeln
Eberhard von Einsiedeln (* um 890; † 14. August 958 im Kloster Einsiedeln) war Mitbegründer und erster Abt des Klosters Einsiedeln.

## Leben

### Herkunft
Die Herkunft von Eberhard von Einsiedeln ist unbekannt. Er war vermutlich mit Bischof Benno von Metz verwandt. In späterer Zeit wurde er dem Haus Nellenburg, die auch als Vögte des Klosters erscheinen, zugewiesen. In verschiedenen Urkunden hatte König Otto I. ihm den Titel Illustris beigelegt, der damals nur hochstehenden Persönlichkeiten gegeben wurde.

### Werdegang und Wirken
Eberhard von Einsiedeln war Dompropst in Strassburg. Er gründete 934, gemeinsam mit Benno von Metz und den dort lebenden Einsiedlern, bei der Meinradszelle, nach dem Vorbild des Klosters St. Gallen, das benediktinische Kloster Einsiedeln; hierfür erhielt er die Unterstützung des Herzogs Hermann I. von Schwaben und dessen Ehefrau Reginlinda. Er liess über der ursprünglichen Meinradszelle eine Kapelle errichten und legte damit den Grundstein zum Kloster. Ulrich von Augsburg, zu dem er enge Beziehungen pflegte, brachte um 940 Reliquien des Mauritius dorthin. Auch Zürich liess, auf Befehl von Hermann I. von Schwaben, noch vor 937 Reliquien der Zürcher Stadtheiligen Felix und Regula überbringen.
Die spirituelle Hilfe durch das Kloster St. Gallen mit Reliquien und Kirchengesang sowie die materielle und rechtliche Unterstützung durch Herzog Hermann von Schwaben und Kaiser Otto I. verschafften dem Kloster eine solide Grundlage zum Gedeihen und Wachsen. Später gingen mehrere Einsiedler Klostergründungen auf diese erste Blütezeit zurück, so unter anderem 983 Kloster Petershausen bei Konstanz, 1037 Kloster Muri, 1050 Kloster Allerheiligen Schaffhausen und 1065 Kloster Hirsau.
Eberhard von Einsiedeln begründete auch eine Schreibschule, in der die Mönche die Bücher für den Gottesdienst schrieben und die im 11. und 12. Jahrhundert ihren Höhepunkt erreichte.
Eberhard von Einsiedeln erscheint erstmals als Erbauer und Vorsteher des Klosters in einer Urkunde von König Otto I. vom 27. Oktober 947, in der er als Domnus Eberhardus erwähnt wird; das Kloster erhielt freie Abtwahl und Reichsunmittelbarkeit. Unter seiner Leitung wurde erst eine Kapelle (Gnadenkapelle) und später die Kirche gebaut. Am 14. September 948 fand die Einweihung der Klosterkirche (siehe auch Einsiedler Engelweihe) durch Bischof Konrad von Konstanz statt. Am 24. Januar 949 schenkte König Otto I., auf Bitten seines ältesten Sohnes Liudolf und des Herzogs Hermann I. von Schwaben, dem Kloster die Kirche in Grabs mit ihrem Besitz und Einkünften. Dazu erhielt das Kloster am 9. August 952, erneut auf Bitten seines Sohnes, vom König den Hof Liel im Breisgau und am 6. Januar 958 die Kirche in Eschenz; allerdings wird Eberhard in den beiden letztgenannten Urkunden nicht erwähnt.
Im Kloster befanden sich auch die beiden Söhne von Gerold von Großwalsertal, der in eine Verschwörung gegen Kaiser Otto I. verwickelt war. Nachdem er zum Tod verurteilt worden war, und ihm die Flucht gelang, lebte er an dem Ort, an dem später die Propstei St. Gerold errichtet wurde. Eberhard von Einsiedeln erwirkte eine Begnadigung durch den Kaiser, sodass Gerold seine Güter zurückerhielt, die er später dem Kloster Einsiedeln vermachte.
Vermutlich brachte Eberhard von Einsiedeln eine grosse Anzahl von Pferden mit, denn diese wurden in einer Urkunde des Königs Heinrich IV. vom Februar 1064 genannt (siehe auch Schweizer Warmblut).
Sein Nachfolger wurde der Zürcher Thietland von Einsiedeln († 28. Mai um 965), dem später der Engländer Gregor von Einsiedeln als Abt folgte.
In der Lebensbeschreibung des Ulrich von Augsburg vom Ende des 10. Jahrhunderts wird Eberhard als servus Dei sanctus Heberhardus genannt und seit dieser Zeit als Seliger beziehungsweise als Heiliger verehrt; Gedenktag ist der 14. August.
Seine sterblichen Überreste, die vor der Gnadenkapelle ruhten, wurden nach dem Brand von 1465 durch Abt Gerold von Sax-Hohensax († 15. Oktober 1480 in St. Gerold) gesondert aufbewahrt. 1522 wurden sie, gemeinsam mit den Gebeinen des Gregor von Einsiedeln († 8. November 996), vor dem Beichtstuhl des Leutpriesters in der Erde vergraben, kamen dann jedoch bald wieder zu den übrigen Gebeinen der als heilig verehrten Äbte und Mönche vor die Gnadenkapelle; dort blieben sie bis 1617, bis sie erneut aufgehoben und bis 1673 in der Sakristei aufbewahrt wurden; Abt Augustin II. Reding schuf für sie ein eigenes Epitaphium. 1720 wurden sie wegen des Neubaus der Klosterkirche erneut in die Sakristei übertragen, bis Abt Beat Küttel 1790 erneut in der Kirche ein neues Grabmal errichten liess, das die Franzosen 1798 aufbrachen; seither ist der Verbleib der Überreste, auch der anderen heiligen und seligen Äbte, unbekannt.

## Vereinigungen
Der Abt Eberhard Gönnerkreis unterstützt das Kloster Einsiedeln über die bisherige Mitgliedschaft in der Vereinigung der Freunde des Klosters Einsiedeln hinaus; die Grösse ist auf fünfzig Personen begrenzt. Ihr Präsident ist der Unternehmensberater Heino von Prondzynski (* 1949).